# 東京電力福島原子力発電所における事故調査・検証委員会
- 原子力事故 > 福島第一原子力発電所事故 > 東京電力福島原子力発電所における事故調査・検証委員会

東京電力福島原子力発電所における事故調査・検証委員会（とうきょうでんりょくふくしまげんしりょくはつでんしょにおけるじこちょうさ・けんしょういいんかい、内閣事故調 / 政府事故調）は、「東京電力株式会社福島第一原子力発電所及び福島第二原子力発電所における事故の原因及び当該事故による被害の原因を究明するための調査・検証を、国民の目線に立って開かれた中立的な立場から多角的に行い、もって当該事故による被害の拡大防止及び同種事故の再発防止等に関する政策提言を行うことを目的」として、内閣官房に設置される委員会。2011年5月24日の閣議により開催が決定された。2011年12月26日に中間報告、2012年7月23日に最終報告を提出。最終報告提出を最後に活動を終了し、2012年9月28日の閣議決定により廃止された。

## 概要
委員長の畑村洋太郎は当委員会を「畑村の考え方で進める」としている。これは調査・検証を恣意的に進めるということではなく、従来のやり方にとらわれず国民が知りたいと思っていることを積極的に取り込み、新しい視点から調査・検証を進める、という趣旨である。

## 構成員

### 委員長
- 畑村洋太郎（工学者、東京大学名誉教授、工学院大学教授、失敗学会初代会長、株式会社畑村創造工学研究所代表取締役。元日立製作所社員）

### 委員
- 尾池和夫（地震学者、京都大学名誉教授、前京都大学総長、地震予知連絡会委員、財団法人国際高等研究所理事・所長）
- 柿沼志津子（独立行政法人放射線医学総合研究所研究員、同放射線防護研究センター発達期被ばく健康影響グループチームリーダー、専門: 放射線生物学、分子生物学、疫学）
- 高須幸雄（元外務省官僚、元国際連合日本政府常駐代表、元在ウィーン国際機関日本政府代表部特命全権大使（IAEAに対する日本の代表））
- 高野利雄（弁護士、元名古屋高等検察庁検事長、元東京地方検察庁検事正、元財団法人国際研修協力機構理事長）
- 田中康郎（弁護士、明治大学法科大学院教授、元札幌高等裁判所長官）
- 林陽子（弁護士、国連女子差別撤廃委員会委員）
- 古川道郎（福島県川俣町町長）
- 柳田邦男（作家、科学評論家）
- 吉岡斉（科学史家、九州大学教授・副学長）

### 技術顧問
- 淵上正朗（株式会社小松製作所顧問、同社元取締役・専務執行役員・環境、研究、開発、品質保証管掌）
- 安部誠治（関西大学教授、専門: 公益事業論、交通論、公企業論）

### 事務局長
- 小川新二（前最高検察庁総務部検事、東京地方検察庁公判部長、法務省施設課長、内閣府参事官。内閣官房内閣審議官として事務局長に就任。1982年早大卒）

### 事務局専門家（政策・技術調査参事）

#### 社会システム等検証チーム
- 堀井秀之（東京大学大学院工学系研究科社会基盤学専攻教授、専門分野: 社会技術論、安全安心研究）（チーム長）
- 城山英明（東京大学大学院法学政治学研究科教授、専門分野: 行政学）

#### 事故原因等調査チーム
- 越塚誠一（東京大学大学院工学系研究科システム創成学専攻教授、専門分野: コンピュータシミュレーション、原子炉過酷事故解析）（チーム長）
- 大井川宏之（日本原子力研究開発機構原子力基礎工学研究部門研究推進室長、専門分野: 原子炉物理）
- 中曽根祐司（東京理科大学工学部第一部機械工学科教授、専門分野: 材料強度学、シミュレーション工学）

#### 被害拡大防止対策等検証チーム
- 片田敏孝（群馬大学広域首都圏防災研究センター長・教授、専門分野: 災害情報、避難行動、防災教育）（チーム長）
- 矢守克也（京都大学防災研究所巨大災害研究センター教授 、専門分野: 防災関連）
- 関谷直也（東洋大学社会学部メディアコミュニケーション学科准教授、専門分野: 社会心理、災害情報論）

## 報告
2011年12月26日に中間報告、2012年7月23日に最終報告を提出。
2012年9月28日の閣議決定により委員会および事務局が廃止され、委員会の関係資料は内閣官房原子力規制組織等改革推進室へ引き継がれた。

## 聴取記録公開問題
当時の内閣官房長官枝野幸男は2011年6月7日の会見で、畑村が証言者のヒアリングを原則非公開と話したことをめぐって「透明性のモットーからは、公開するのが大原則だと思う」と語っており、政府は証言者のヒアリング（聴取）をふくめ原則公開するとしていた。これに対し、7月8日付委員会申合せ「ヒアリングの方法等について（案）」では、「ヒアリングは，事実調査活動として事務局員が行うことが多いいと思われる」「委員又は技術顧問が参加を希望するときは委員等と共に行う」「ヒアリングは，原則として，非公開かつ少人数で行う」「当委員会の設置は，事故責任を追及することを目的とするものではない。したがって，当委員会は，ヒアリングで得た資料（供述内容のこと）を，事故責任を追及する目的では使用しない」などとなっている。一方、東京電力福島原子力発電所事故調査委員会法に基づいて国会に設置される「東京電力福島原子力発電所事故調査委員会」（国会事故調）は基本的に公開されている。
政府事故調は、最終報告までに772人の関係者に計約1479時間の聴き取りを実施した。
2014年5月、朝日新聞は、福島第一原子力発電所所長として事故対応にあたった吉田昌郎への聴取記録（いわゆる「吉田調書」）の内容をスクープした。これにより、吉田が非常用復水器(IC)のことをよく理解せず対応をしていたことが分かった。また、第1報の記事では、所長命令に違反し9割の所員が福島第二原子力発電所に避難したという内容を、政府事故調の報告書で公表されていない事実として報道した。同年6月6日、菅直人、枝野幸男、細野豪志ら菅直人内閣の閣僚10人が、自身への聴取記録の公開を容認する考えを示したことが明らかにされた。同年8月18日、産経新聞も「吉田調書」の内容を取り上げた。政府は「（吉田昌郎）本人から非開示を求める上申書が出ていた」として公開しない方針だったが、8月22日方針を転換、公開の検討に入った。2014年9月、朝日新聞は、「命令違反で撤退」の表現は誤りとし、その記事を取り消した。